# Tomoki Suzuki
Tomoki Suzuki (japanisch 鈴木 智樹 Suzuki Tomoki; * 8. Juni 1985 in Hokkaido) ist ein ehemaliger japanischer Fußballspieler.

## Karriere
Suzuki erlernte das Fußballspielen in der Jugendmannschaft von Consadole Sapporo. Seinen ersten Vertrag unterschrieb er 2004 bei den Consadole Sapporo. Der Verein spielte in der zweithöchsten Liga des Landes, der J2 League. 2007 wurde er mit dem Verein Meister der J2 League und stieg in die J1 League auf. Für den Verein absolvierte er 78 Ligaspiele. Ende 2008 beendete er seine Karriere als Fußballspieler.